# Nasospinal

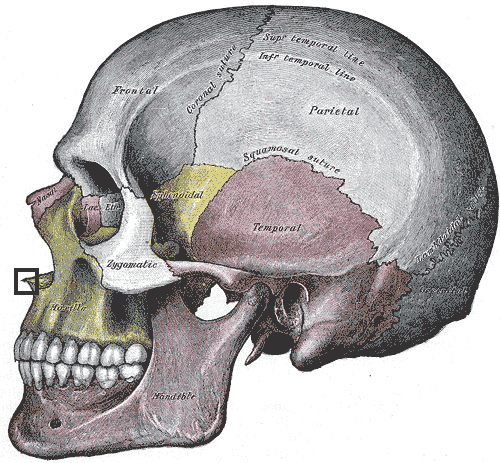
A koponya oldalról (az apró fekete négyzet jelöli a nasospinalt)

A nasospinal egy a koponyaméréstanban használatos tájékozódási pont. A felső állcsont (maxilla) spina nasalis anterior maxillae-ának a csúcsa. Függőlegesen egy síkba esik a vertex-szel, a nasionnal, a prostionnal és a gnathionnal.